# سقط جنین در سنگال
سقط جنین در سنگال (انگلیسی: Abortion in Senegal)
در سنگال، سقط جنین غیرقانونی است، مگر در مواردی که مرگ مادر در میان باشد. سنگال یکی از معدود کشورهایی است که قانون کیفری آن سقط جنین را به‌طور کامل ممنوع کرده است. برای اعمال استثنا، گواهی پزشکی و تأیید سه پزشک لازم است. سقط جنین غیرقانونی با جریمه و زندان مجازات می‌شود. تقریباً تمام سقط جنین‌ها در این کشور ناامن هستند. مراقبت پس از سقط به‌طور گسترده در دسترس است.
سقط جنین در دوران استعمار ممنوع شد. در سال ۱۹۶۷، استثنایی برای تهدید به مرگ مادر در نظر گرفته شد. پس از نگرانی‌هایی دربارهٔ سقط جنین ناامن به‌عنوان یک بحران بهداشت عمومی در دهه ۱۹۹۰، سنگال کنفرانس بین‌المللی جمعیت و توسعه و پروتکل مپوتو را تصویب کرد. در سال ۲۰۰۵، مجمع ملی اعلام کرد که زنان حق دریافت مراقبت پس از سقط را دارند. تلاش‌ها برای قانونی کردن سقط جنین در موارد تجاوز یا زنای با محارم با شکست مواجه شد. در سال ۲۰۱۳، گروهی از سازمان‌های غیردولتی با نام «کارگروه» تشکیل شد که هدف آن همسو کردن قانون سقط جنین سنگال با پروتکل مپوتو بود. در سال ۲۰۲۴، مجمع ملی لایحه‌ای را بررسی کرد که دسترسی قانونی به سقط جنین پزشکی را تضمین می‌کرد. سازمان‌های بین‌المللی خواستار اصلاح قانون سقط جنین شده‌اند. در داخل کشور، خانواده‌ها و سازمان‌های مذهبی تأثیر زیادی بر مخالفت گسترده با سقط جنین دارند اسلام و سقط جنین.
بسیاری از زنان اقدام به سقط جنین خودخواسته می‌کنند. قرص‌های سقط جنین از طریق بازار سیاه در دسترس هستند. برخی از متخصصان پزشکی به‌صورت غیرقانونی سقط جنین انجام می‌دهند یا تبلیغ می‌کنند. مراقبت پس از سقط (PAC) از دهه ۱۹۹۰ در دسترس بوده است و به همین دلیل سنگال به‌عنوان «پیشگام PAC در غرب آفریقا» شناخته می‌شود. وزارت بهداشت استفاده از مکش خلأ دستی یا میزوپرستول را برای مراقبت پس از سقط ترویج می‌کند. با این حال، کورتاژ همچنان رایج است، هرچند توصیه نمی‌شود، زیرا دسترسی به MVA اغلب دشوار است. ارائه‌دهندگان PAC گاهی بیماران را به مقامات قانونی گزارش می‌کنند، اما اکثر آن‌ها برای حفظ محرمانگی بیماران، سقط جنین را به‌طور ضمنی به‌عنوان سقط خودبه‌خود (سقط جنین طبیعی) ثبت می‌کنند. سنگال نرخ بالایی از کودک‌کشی دارد که اغلب به نبود امکان قانونی سقط جنین نسبت داده می‌شود. در دهه‌های ۲۰۱۰ و ۲۰۲۰، اجساد نوزادان زیادی در محل‌های دفن زباله و سایر مکان‌ها کشف شده است. زنانی که به کودک‌کشی متهم می‌شوند، بیش از یک‌سوم از کل زنان بازداشت‌شده را تشکیل می‌دهند.

## قانون‌گذاری
قانون کیفری سنگال سقط جنین را به‌طور کامل ممنوع کرده است. آیین‌نامه اخلاق پزشکی اجازه سقط جنین را تنها در مواردی می‌دهد که برای نجات جان زن ضروری باشد. اعمال این استثنا نیازمند تأیید سه پزشک و گواهی پزشکی‌ای است که ۱۰٬۰۰۰ فرانک سی‌اف‌ای هزینه دارد. ارائه مشاوره دربارهٔ چگونگی انجام سقط جنین جرم محسوب می‌شود. صندوق جمعیت سازمان ملل متحد سنگال را یکی از کشورهایی با سخت‌گیرانه‌ترین قوانین سقط جنین در آفریقا می‌داند. تا سال ۲۰۱۷، سنگال یکی از بیست کشوری بود که سقط جنین را به‌طور کامل ممنوع کرده بودند.

### بحث عمومی
اکثریت مردم از ممنوعیت سقط جنین حمایت می‌کنند که این امر ناشی از هنجارهای اجتماعی، باورهای مذهبی و ساختار سنتی خانواده‌های پرجمعیت است. دولت سکولار است اما تحت تأثیر خانواده‌های مذهبی قدرتمند قرار دارد. قانون‌گذاران تحت فشار رهبران مذهبی از حمایت علنی از سقط جنین خودداری می‌کنند و نگران از دست دادن حمایت سیاسی هستند. یک نظرسنجی در سال ۲۰۲۰ که توسط L'Association des Juristes Sénégalaises (ترجمه واژه‌به‌واژه: انجمن زنان حقوق‌دان سنگالی, AJS) انجام شد، نشان داد که ۵۸٪ از مردم کشور با سقط جنین پزشکی مخالف هستند. بیشتر افراد معتقد بودند که سقط جنین تنها در صورتی قابل قبول است که سلامت زن به خطر بیفتد، اما آن را در موارد تجاوز جنسی مجاز نمی‌دانستند.
سازمان برجسته اسلامی "Jamra" علیه اصلاح قوانین سقط جنین کمپین می‌کند. سخنگوی این سازمان، مامه مکتر گی، اظهار داشته که جنبش‌های حق سقط جنین تحت کنترل کمک‌کنندگان غربی و در تضاد با ارزش‌های آفریقایی هستند. "Jamra" و هم‌پیمانانش استدلال می‌کنند که سنگال همیشه تنها در صورتی از سقط جنین حمایت کرده که جان مادر در خطر باشد، اما فمینیست‌ها این بحث را به سمت قانونی‌سازی سوق داده‌اند.
یک ائتلاف متشکل از ۴۸ سازمان اسلامی با نام "Non à l’avortement" (ترجمه واژه‌به‌واژه: نه به سقط جنین) با تبلیغات طرفداران سقط جنین مخالفت می‌کند. بااین‌حال، برخی علمای اسلامی در سنگال معتقدند که اسلام و سقط جنین جای بحث دارد، اما تعداد کمی از گروه‌های اسلامی برجسته با جنبش‌های ضد سقط جنین مخالفت می‌کنند. کارکنان بخش بهداشت برای دسترسی به پیشگیری از بارداری که در فقه اسلامی مجاز است، تلاش کرده‌اند.

## تاریخچه

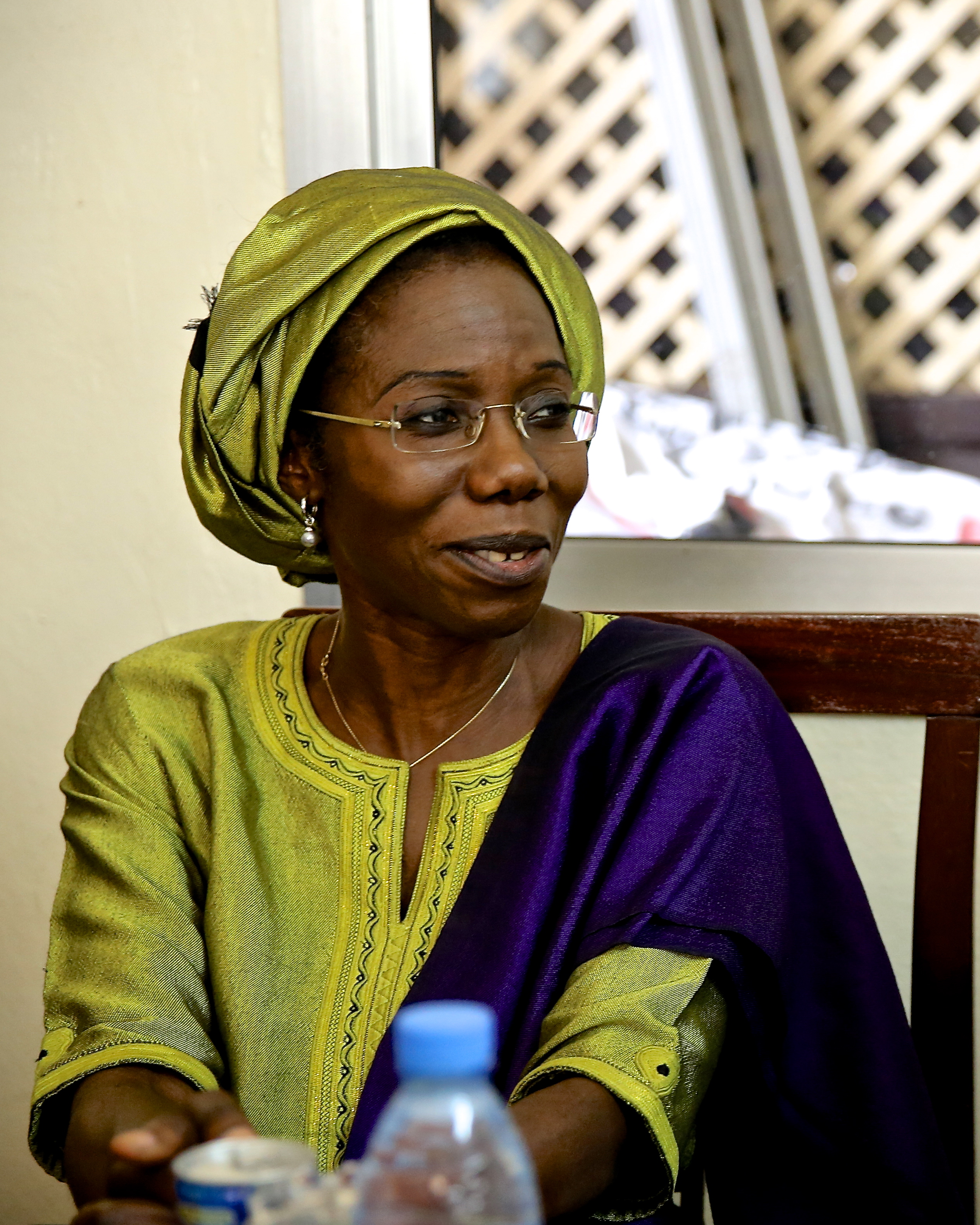
فاتوه کینه کامارا در ۲۰۱۴

سقط جنین در دورهٔ حکومت استعماری فرانسه غیرقانونی شد. در سال ۱۹۶۷، استثنایی اضافه شد که اجازه سقط جنین را تنها در صورت به‌خطر افتادن جان مادر صادر می‌کرد. در دهه ۱۹۹۰، مطالعات مربوط به شیوع سقط جنین‌های غیرایمن، باعث شد که جامعهٔ سلامت عمومی این موضوع را به‌عنوان یک معضل بهداشت عمومی ببیند.
سنگال در سال ۱۹۹۴ کنفرانس بین‌المللی جمعیت و توسعه (ICPD) را تصویب کرد. در سال ۲۰۰۴، سنگال یکی از نخستین کشورهایی بود که پروتکل مابوتو را تصویب کرد، که حق سقط جنین را در موارد تجاوز، زنای با محارم، یا خطر برای سلامت مادر یا جنین به رسمیت می‌شناخت. در سال ۲۰۱۴، دولت گروهی از فعالان، وکلا، پزشکان و نمایندگان مجلس را برای تطبیق قانون کیفری با این سیاست تشکیل داد.
فدراسیون جهانی جامعه‌های حقوق بشر، همراه با سه گروه دیگر، پیشنهادی برای تدوین قانونی مطابق با این معاهده ارائه کرد. سازمان AJS و گروه حامی J-GEN برای همگام‌سازی قوانین سقط جنین سنگال با این معاهده فعالیت کرده‌اند.
در سال ۲۰۰۵، مجمع ملی لایحه‌ای در زمینه سلامت باروری تصویب کرد که به تمامی زنان حق برنامه‌ریزی خانواده و خدمات مراقبت زایمانی ازجمله مراقبت پس از سقط جنین را می‌داد. سازمان AJS و وزارت بهداشت (MOH) تلاش کردند تا این قانون شامل سقط جنین در موارد تجاوز یا زنای با محارم شود. این پیشنهاد با شکست مواجه شد، زیرا برخی اعضای مجمع ملی اعلام کردند که در صورت درج این مفاد، حمایت خود را از قانون پس خواهند گرفت.
سازمان‌هایی مانند AJS و ابتکار جامعه باز داکار برای غرب آفریقا، تلاش کرده‌اند که قضات و سیاستمداران را آموزش دهند. "Siggil Jigeen"، شبکه‌ای متشکل از ۱۸ گروه حقوق زنان، از ژوئیه ۲۰۱۰ بحث‌هایی دربارهٔ قانونی‌سازی سقط جنین را آغاز کرد که توسط فاتوه کینه کامارا از دانشگاه داکار و AJS هدایت می‌شد.
از سال ۲۰۰۸، AJS مرکزی رایگان در داکار برای ارائه مشاوره و حمایت‌های روانی-اجتماعی تأسیس کرده است و همچنین به آموزش حقوق‌یارها برای ارائه کمک‌های حقوقی می‌پردازد. در روز جهانی زن ۲۰۱۱، L’Association des Médecins Femmes (ترجمه واژه‌به‌واژه: انجمن پزشکان زن) ارائه‌ای برای اصلاح قانون سقط جنین برگزار کرد.